# Обезьянки. Скорая помощь
«Обезьянки. Скорая помощь» — мультипликационный фильм. Седьмая и последняя история из серии «Обезьянки». Песня в исполнении группы «Машина времени».
Мультфильм участвовал в Тарусе-1998.

## Сюжет
Знакомый по предыдущим историям зоопарк. Обезьянки рассматривают в перископ окрестности в поисках чего-нибудь интересного, а Мама готовит для них еду. Малыши замечают продавца с тележкой, на которой написано «Мороженое». Прохожие равнодушно идут мимо. Продавец начинает громко расхваливать товар, и в результате, обезьянки зачарованно бегут к нему и хватают эскимо. Привлечённые живой рекламой, прохожие сбегаются и активно раскупают мороженое. Обнаружив пропажу обезьянок, Мама бежит искать, извлекает их из плотной толпы и возвращает в зоопарк.
Здесь она, обнаружив, что самый маленький заболел, в ужасе вызывает по телефону скорую помощь. Врачи приехали, а хитрые обезьянки тихонько сбежали и угнали автомобиль «Скорая помощь». Врачи и Мама бегут вдогонку. По пути обезьянки видят, что грабители (из мультфильма «Обезьянки и грабители») пытаются ограбить банк, и тут же бегут отнимать автоматы и мешок. Оружие бросают охранникам, деньги высыпают в банке и с пустым мешком уезжают. Далее они тормозят возле больницы, где стоматологи пытаются вырвать зуб у больного, держась друг за друга, как в сказке «Репка». Обезьянки снова пытаются помочь. Прибегает Мама и уносит малышей обратно.
Снова зоопарк. Мама нажарила тазик пирожков. А неугомонные обезьянки снова смотрят в перископ и видят знакомых грабителей, вновь посаженных за решётку. Малыши дразнят их пустым мешком из-под денег и обстреливают пирожками, а грабители кидают пирожки обратно. В результате пирожки снова попали в тазик, и проголодавшиеся обезьянки начинают их кушать.

## Создатели
| автор сценария            | Григорий Остер                                                                      |
| кинорежиссёр              | Леонид Шварцман                                                                     |
| художники-постановщики    | Леонид Шварцман, Ольга Гвоздева                                                     |
| композитор                | Шандор Каллош                                                                       |
| кинооператор              | Людмила Крутовская                                                                  |
| звукооператор             | Борис Фильчиков                                                                     |
| художники-мультипликаторы | Наталия Богомолова, Галина Зеброва, Дмитрий Куликов, Юрий Кузюрин, Владимир Никитин |
| художники                 | Николай Козлов, Виктория Макина, Ольга Павлова                                      |
| ассистент режиссёра       | Елена Черёмушкина                                                                   |
| монтажёры                 | Ольга Василенко, Елена Белявская                                                    |
| редактор                  | Наталья Абрамова                                                                    |
| директор съёмочной группы | Галина Волкова                                                                      |

- Создатели приведены по титрам мультфильма.